# Karlheinz Smieszek
Karlheinz Smieszek (ur. 5 sierpnia 1948 w Kitzingen) – niemiecki strzelec sportowy. Złoty medalista olimpijski z Montrealu.
Reprezentował barwy Republiki Federalnej Niemiec. Specjalizował się w strzelaniu karabinowym. Zawody w 1976 były jego jedynymi igrzyskami olimpijskimi, triumfował w karabinie małokalibrowym leżąc na dystansie 50 metrów. 